# Jason Lutes
Jason Haynes Lutes (Nueva Jersey, 12 de julio de 1967) es un historietista estadounidense.

## Biografía
Jason Lutes nació en Nueva Jersey en 1967, pero poco después su familia se trasladó a Missoula, Montana, donde pasó su infancia. De niño le gustaban los cómics de superhéroes, pero un viaje a Francia cuando tenía ocho años le hizo descubrir a los grandes del cómic francobelga, que según él mismo afirma han sido una gran influencia en su obra.
Estudió en la Rhode Island School of Design, donde se graduó en 1991 como Bachelor of Fine Arts en ilustración. Aunque había leído cómics en la infancia, no se interesó por la historieta como medio artístico hasta que llegó a sus manos un ejemplar de la revista RAW, publicada por Art Spiegelman, durante su época de estudiante. Por entonces publicó su primer cómic, Penny Dreadful Comics. Finalizados sus estudios, se trasladó a Seattle, donde trabajó como asistente del director artístico de la editorial de cómics Fantagraphics Books. 
En 1992 publicó en una editorial independiente Catchpenny Comics, compuesto por varias historietas cortas. La publicación pasó sin pena ni gloria. En 1994, gracias a una beca de la fundación Xeric, pudo publicar su primera obra de importancia, la novela gráfica Jar of Fools (traducida al español como Juego de manos), la historia de un mago, Ernie, al que obsesiona la muerte de su hermano. En esta primera obra es ya evidente su capacidad para la narración visual, aunque el dibujo es algo desmañado. 
Tras Jar of Fools, Lutes emprendió un ambicioso proyecto: Berlín, que consta de tres volúmenes con un total de 22 capítulos. La obra es un fresco histórico, minuciosamente documentado, del Berlín anterior a la Segunda Guerra Mundial, durante la República de Weimar y el ascenso del nazismo. Los tres volúmenes corresponden a los títulos: "City of Stones" (2001), "City of Smoke" (2008) y "City of light" (2018).

## Estilo
El estilo de Lutes está más relacionado con la historieta europea, con autores como Hergé, Moebius o Vittorio Giardino, que con el cómic estadounidense.

## Obras
- Juego de manos. La Cúpula, 1999. ISBN 84-7833-319-3
- Berlín. Ciudad de piedras (Libro Uno). Astiberri, 2005. ISBN 84-95825-96-1
- The Fall (con guion de Ed Brubaker). Planeta DeAgostini, 2005.
- Berlín. Ciudad de Humo (Libro Dos). Astiberri, 2008. ISBN 978-84-96815-74-2
- Berlín. Ciudad de Luz (Libro Tres). Astiberri, 2018. ISBN 978-84-16880-75-1